# Gergely Czuczor
Gergely Czuczor (Andovce, 17 dicembre 1800 – Budapest, 9 settembre 1866) è stato un poeta, lessicografo e filologo ungherese.

## Biografia
Benedettino, Czuczor coltivò la poesia epica tradizionale e la lirica popolareggiante.
Czuczor sin dai suoi esordì poetici si ispirò allo stile di Károly Kisfaludy e di Mihály Vörösmarty, creando la prima epopea nazionalista-romantica, con La battaglia di Augusta (Augsburgi ütközet, 1824), incentrata sulla vittoria degli Ungheresi pagani sui Tedeschi nel 910.
Tra gli altri suoi poemi epici, tutti in esametri furono: La dieta di Arad (Aradi gyüllés, 1828); Botond (1833).
Risultò molto fortunata la sua carriera come poeta. Odi e ballate romantiche sono l'espressione di un appassionato patriottismo liberaleggiante e antitedesco; proprio le poesie patriottiche, quali Allarme (Riadó, 1848) gli causarono una lunga prigionia a Kufstein.
Le sue canzonette popolari anticiparono e ispirarono l'arte consapevole ed efficace di Sándor Petőfi.
Dal 1832 fino agli ultimi giorni di vita si dedicò alla scrittura del mastodontico Dizionario della lingua ungherese prima grande sintesi scientifica in questo campo, in collaborazione con il linguista János Fogarasi, stampata in sei grossi volumi (1862-1874).

## Opere
- La battaglia di Augusta (Augsburgi ütközet, 1824);
- La dieta di Arad (Aradi gyüllés, 1828);
- Botond (1833);
- Allarme (Riadó, 1848);
- Dizionario della lingua ungherese, sei volumi, (1862-1874).